# South Canyon Fire

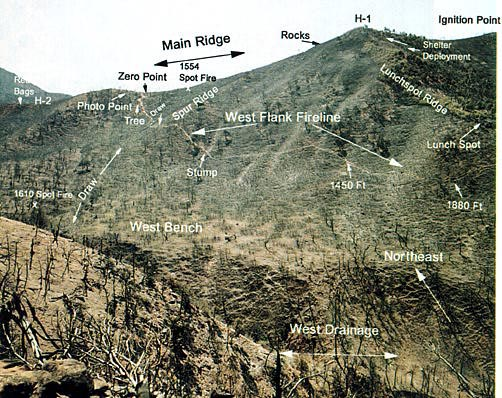
Blick auf die Westflanke des Hügels, an der 12 der Feuerwehrleute ihr Leben verloren.

Das South Canyon Fire war ein durch Blitzschlag ausgelöster Waldbrand, der vom 2. bis zum 11. Juli 1994 im Bereich des Storm King Mountain im White River National Forest von Colorado, USA, brannte und eine Ausdehnung von 8,6 km² erreichte. 14 Feuerwehrleute starben am 6. Juli durch einen Blowup, was den Brand zu einer der opferreichsten Feuerwehrtragödien der US-Geschichte werden ließ.

## Lage und Verlauf des Brandes
Das Feuer befand sich etwa 11 km westlich von Glenwood Springs am Südende eines Hügelkammes, welcher in nördlicher Richtung am Storm King Mountain endet. Dieser Hügelkamm wurde östlich und westlich von Canyons sowie südlich von der Interstate 70 und dem Colorado River begrenzt. Die Vegetation am Hügelkamm bestand hauptsächlich aus Gambel-Eichen an den nord- und westseitigen Hängen, sowie Pinyon-Kiefern und Gräsern an den südlichen, südwestlichen und östlichen Seiten. Am Grund des westlichen Canyons gab es Gräser, Büsche und vereinzelte Douglasien, von denen einige auch am unteren Westhang anzutreffen waren. Die nächsten drei Tage brannte das Feuer mit geringer Intensität die von Geröll, Gräsern, Büschen und Bäumen bedeckten Hänge hinab.
Am Nachmittag des 6. Juli erreichte eine trockene Kaltfront mit Westwinden das Brandgebiet. Durch die Topografie des westlichen Canyons und der südlich gelegenen Schlucht des Colorado Rivers wurde ein Teil des Westwindes durch den Canyon nach Norden gedrückt. Die Erwärmung der oberen Hänge induzierte zudem eine allgemeine Aufwärtsströmung der Luft und erzeugte ein Tiefdruckgebiet am Eingang zum Canyon, wodurch noch mehr Luft aus der Schlucht des Colorado Rivers in den Canyon strömte. Die immer stärker werdenden Westwinde der Kaltfront führten die Luft von der Oberseite des Canyons nach Osten ab und erzeugten somit einen druck-induzierten Windfluss von der Schlucht des Colorado Rivers durch den Canyon. Einige Fotos und Videoaufnahmen, die während des Blowups aufgenommen wurden, zeigen Rauchbewegungen und illustrierten ab 16:10 Uhr die Komplexität und Turbulenz der Oberflächenwinde, welche mit Spitzengeschwindigkeiten von bis zu 72 km/h durch den Canyon zogen.
Dieser Wind bewirkte ein Übergreifen des Feuers vom Westhang des Hügelkammes in den westlichen Canyon. Von dort aus bewegte sich das Feuer als geschlossene Front vom Westhang über den Canyon und dem gegenüberliegenden Hang des Canyons in Richtung Norden und erreichte dabei eine geschätzte Geschwindigkeit von 60 Metern pro Minute, begünstigt durch die Kombination von steilen Hängen, starken Winden und brennbarer Vegetation. Durch die höhergelegenen Westwinde schlugen die Flammen zudem ostwärts in Richtung Hügelkamm, ein als „Hook and Run“ bezeichnetes Phänomen. Während des Blowups schoss die Flammenfront den Westhang hoch und überrollte innerhalb weniger Minuten einen Teil der sich zurückziehenden Feuerwehrleute.
Das Feuer brannte auf beiden Seiten des westlichen Canyons bis zum Hauptkörper des Storm King Mountain und anschließend noch weiter östlich, ehe es am 11. Juli erlosch.

## Brandbekämpfung

### Erste Maßnahmen
Das Feuer wurde den Behörden erst am 3. Juli gegen 11 Uhr bekannt und befand sich in steilem und unzugänglichem Gebiet. Da zu diesem Zeitpunkt im Distrikt Grand Junction hohe Brandgefahr herrschte und am 4. Juli bereits 31 Brände unterschiedlicher Intensität aktiv waren, konnten vorerst keine Ressourcen für das South Canyon Fire abgestellt werden.
Erst am 5. Juli rückten sieben BLM-Feuerwehrleute unter dem Einsatzkommandanten Butch Blanco über den östlichen Canyon zum Brandherd vor. Sie errichteten einen Helikopterlandeplatz (Helispot 1) am höchsten Punkt des Kammrückens nördlich des Feuers und begannen mit dem Anlegen einer Brandschneise hügelabwärts. Gegen 15 Uhr kam es zum ersten Einsatz eines Löschflugzeuges zum Schutze der Interstate im Süden. Um 17:30 Uhr zogen sich die Feuerwehrmänner zur Erneuerung ihrer Ausrüstung von ihrem Einsatzort zurück.
Gegen 17:45 Uhr landeten acht Smokejumper unter ihrem Kommandanten Don Mackey in der als Drop Zone benannten Landezone am Hügelkamm weiter im Norden. Mackey benachrichtigte Blanco darüber, dass das Feuer aktiv brenne und die Feuerschneise der BLM-Männer übersprungen habe. Die Smokejumper begannen daraufhin mit der Errichtung einer Brandschneise auf der Ostseite des Feuers.

### Maßnahmen am 6. Juli
Ab 5:30 Uhr des 6. Juli marschierten elf BLM- und FS-Feuerwehrleute über den westlichen Canyon auf den Hügelkamm und errichteten einen weiteren Helikopterlandeplatz (Helispot 2) etwa 400 Meter nördlich von Helispot 1. Gegen 8:45 Uhr besprachen Blanco und Mackey die Einsatztaktik für den kommenden Tag. Die Feuerschneise zwischen den Helispots sollte ausgebaut und eine weitere Feuerschneise auf der Westflanke errichtet werden.
Um 10:27 Uhr landeten acht weitere Smokejumper in der Drop Zone nördlich von Helispot 2 und halfen den anderen Smokejumpern bei der Errichtung der Feuerschneise an der Westflanke, wobei sie von einem Löschhubschrauber unterstützt wurden. Bis 13 Uhr wurden zusätzlich zehn Elite-Feuerwehrleute (Hotshots) aus Prineville unter der Leitung von Tom Shepard zu Helispot 2 geflogen, wobei neun von ihnen bei den Smokejumpern an der Westflanke eingesetzt wurden. Shepard blieb auf dem Hügelkamm zurück. Die zehn anderen Hotshots der Einheit warteten in Canyon Creek Estates auf weitere Befehle.
Zwischen 14 Uhr und 14:30 Uhr hielten sich die meisten der Hotshots und Smokejumper zum Mittagessen auf einer Anhöhe entlang eines Grates auf, welcher sich am Südende der Schneise hügelabwärts zieht und später als Lunchspot Ridge bezeichnet wurde. Smokejumper Dale Longanecker erkundete von dort aus einen Bereich im Südwesten. Um 15:15 Uhr wurden die zehn restlichen Hotshots zum Helispot 2 eingeflogen und zur Erweiterung der Feuerschneise zwischen Helispot 1 und dem als Zero Point bezeichneten Beginn der westlichen Feuerschneise auf dem Hügelkamm eingesetzt.
Ab 15:30 Uhr bemerkte Don Mackey die steigende Windaktivität aus Westen und beauftragte zwei seiner Männer als Beobachter, welche die Kräfte an der Westflanke vor eventuell losgelöstem Geröll von oben und vor durch Funkenflug ausgelösten Einzelfeuern warnen sollten. Während der Wind am Hügelkamm stark und böig war, blieb es an der Westflanke relativ ruhig. Zu diesem Zeitpunkt befanden sich die meisten Feuerwehrleute der westlichen Feuerschneise nördlich und südlich des Lunch Spot Ridge, zwischen 440 und 570 Metern vom Zero Point entfernt.
Innerhalb der nächsten halben Stunde entwickelte sich ein Einzelfeuer am Hügelkamm und östlich davon, etwa 60 Meter südlich von Zero Point. Auch das Feuer südwestlich des Lunch Spot Ridge nahm an Intensität zu und brannte sich hügelaufwärts. Durch den starken Westwind scheiterte ein Versuch, das Feuer auf dem Hügelkamm mit einem Hubschrauber zu löschen. Zur Unterstützung der BLM- und FS-Feuerwehrleute, welche das Feuer am Hügelkamm bekämpften, wurden die Hotshots von ihrer Tätigkeit bei Helispot 2 abgezogen und ebenfalls auf das Feuer weiter nördlich am Hügelkamm angesetzt.
Kurz nach 16 Uhr stieg Rauch aus dem westlichen Canyon, und das Feuer südwestlich von Lunch Spot Ridge begann sich nordöstlich auszubreiten. Smokejumper Anthony Petrilli informierte Don Mackey über die Lage und zog sich dann mit den anderen zum Lunch Spot Ridge zurück. Das Feuer am Hang brannte bereits auf einer Länge von 235 Metern bis zum Hügelkamm und bewegte sich weiter nach Norden, während auch die Rauchentwicklung im Canyon zunahm. Am Hügelkamm mussten die Bemühungen eingestellt werden, das Feuer unter Kontrolle zu bringen. Shepard und Blanco gaben daraufhin die Anweisung, sich in die Sicherheitszone bei Helispot 1 zurückzuziehen. Ein Teil der Kräfte bewegte sich über den Lunch Spot Ridge hügelaufwärts, während einige als geschlossene Gruppe entlang der Feuerschneise durch die Westflanke aufstiegen. Der Pilot eines Löschhubschraubers, welcher den Kräften auf dem Hügelkamm das Erreichen der Sicherheitszone ermöglichen sollte, schätzte die westliche Windgeschwindigkeit auf mindestens 80 km/h.

### Blowup
Aufgrund des stärker werdenden Feuers auf dem Hügelkamm und auf der Westflanke musste der Versuch, Helispot 1 zu erreichen, aufgegeben werden. Als neue Sicherheitszone wurde Helispot 2 im Norden vereinbart. Gegen 16:05 Uhr trafen 30 weitere Smokejumper in Canyon Creek Estates ein. Um 16:11 Uhr forderte Butch Blanco von Helispot 2 aus Luftunterstützung an, da das Feuer außer Kontrolle sei. Am Hügelkamm erreichten die Flammen zwischen Helispot 1 und dem Spure Ridge (einem vom Hügelkamm abwärts verlaufenden Grat südlich des Zero Point) eine Länge von mehr als 60 Metern.
Innerhalb der nächsten zwei Minuten überrollte eine Flammenfront in einem Blowup die Westflanke und schoss über den Hügelkamm. Die Hotshots Kathi Beck, Tamera Bickett, Scott Blecha, Levi Brinkley, Douglas Dunbar, Terri Hagen, Bonnie Holtby, Rob Johnson und Jon Kelso, sowie die Smokejumper Don Mackey, Roger Roth und Jim Thrash wurden zwischen 36 und 85 Metern unterhalb des Hügelkammes überrollt und getötet. Die beiden Smokejumper Kevin Erickson und Eric Hipke schafften es noch über den Hügelkamm auf die Ostseite, erlitten jedoch Verbrennungen zweiten und dritten Grades. Laut Untersuchungsbericht des Accident Investigation Teams waren die Flammen bis zu 90 Meter lang und schlugen mit bis zu 30 km/h hügelaufwärts.
Die Hügelkammgruppe, welche in Richtung Helispot 2 unterwegs war, flüchtete über die Ostseite in den östlichen Canyon und erreichte von dort aus die Interstate im Süden. Die beiden bei Helispot 2 eingesetzten Helitacks Robert Browning und Richard Tyler flüchteten aus unbekannten Gründen nordwestlich der Drop Zone in felsiges Gelände, wo sie vom Feuer gegen 16:22 Uhr eingeholt und getötet wurden. Die beiden hatten noch versucht, sich in ihre Fire Shelters zu retten. Die acht Smokejumper am Lunch Spot Ridge hatten sich in ihre Fire Shelters zurückgezogen und überlebten auf einer vegetationslosen Fläche, welche in den Tagen zuvor abgebrannt war. Zusätzlich hatte ein Flugzeug brandhemmende Löschmittel über ihrer Position abgeworfen. Dort harrten sie aufgrund der Hitze des rund 150 Meter entfernten Feuers etwa 45 Minuten aus. Dale Longanecker hatte nahe dem Lunch Spot ohne Fire Shelter überlebt.

## Auswirkungen

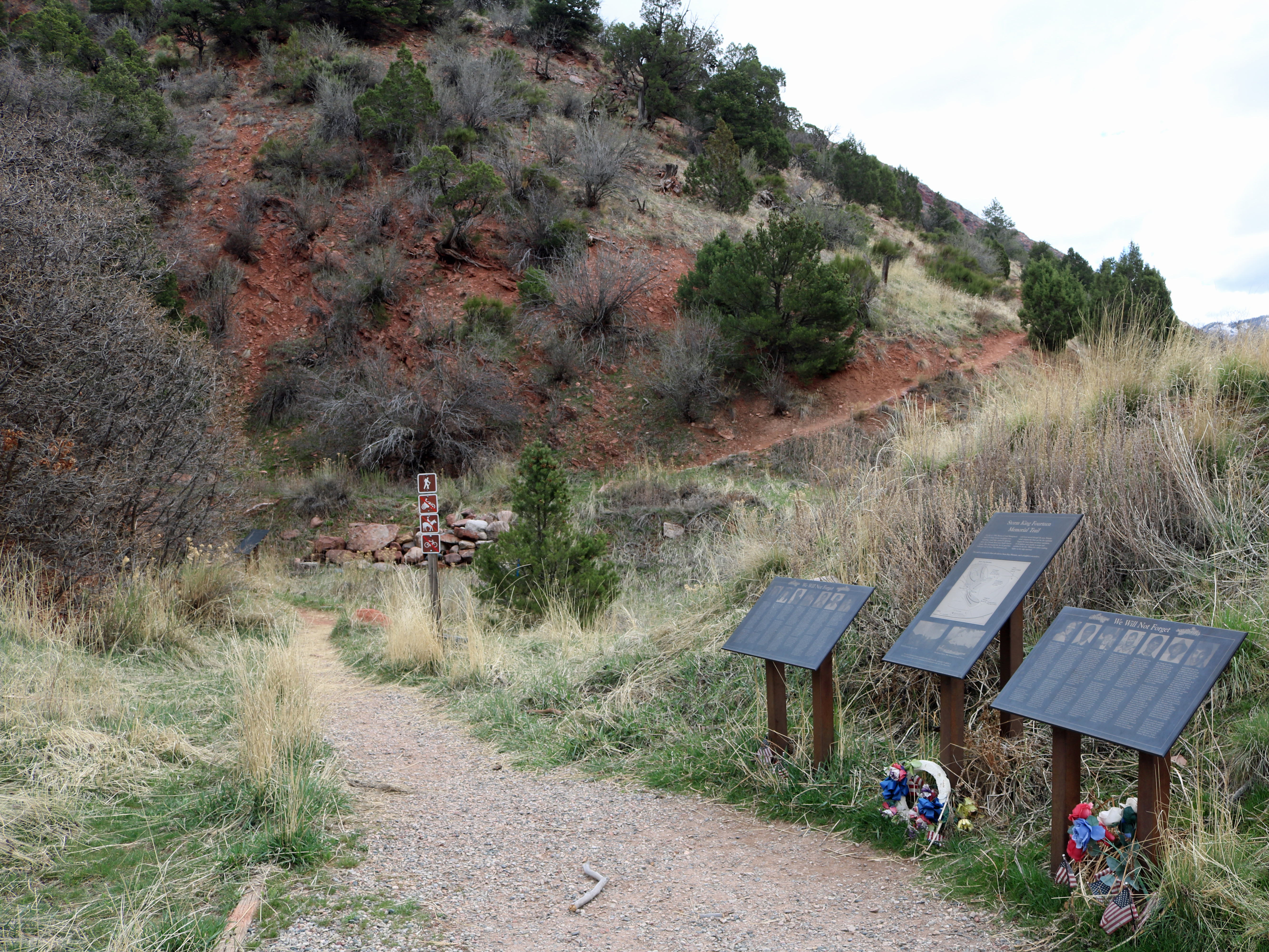
Denkmal

Die Tragödie wurde von einem Fire Accident Investigation Team untersucht, welches seinen Bericht im August 1994 veröffentlichte. Auf Grundlage der Ergebnisse dieses Berichts wurde ein Plan zur Verbesserung der Sicherheit von Feuerwehrpersonal erstellt und erschien im Oktober 1994 als Folgebericht. Weitere Ergänzungen erschienen im Abschlussbericht vom Juni 1995. Die Arbeitsschutzbehörde (OSHA) hat den Vorfall ebenfalls untersucht und im Februar 1995 einen eigenen Bericht vorgelegt.
Aufgrund des South Canyon Fires kam es zur flächendeckenden Einführung von Funkgeräten. Zudem wurden auch die Entscheidungsfindungen und Strategien der Feuerwehren genauer untersucht und führten zu Änderungen in der Feuerwettervorhersageabteilung des National Weather Service, die die Zahl der Feuerwetter-Prognostiker verdoppelte und Wege fand, minutengenaue Wetterinformationen weiterzugeben, einschließlich wichtiger Details über den Wind, die ein Feuer und seine Richtung auslösen können. Am Ort des Geschehens entstand der Storm King Mountain Memorial Trail als Erinnerungsweg.
Einer der Überlebenden, Eric Hipke, wurde später audiovisueller Spezialist des United States Forest Service und erstellte in dieser Funktion ein Trainingsvideo für Feuerwehreinheiten über das South Canyon Fire. Dale Longanecker ging 2011 mit 896 Absprüngen, davon 362 über Brandgebieten, mit einem Rekord unter Smokejumpern in den Ruhestand.
Das Leben des verstorbenen Smokejumpers Don Mackey wurde 1996 lose mit Adam Baldwin in der Hauptrolle verfilmt (Smoke Jumpers – Einsatz in der Flammenhölle).